# Campeonato Argentino de Futebol de 1941
O Campeonato Argentino de Futebol de 1941 foi a décima primeira temporada da era profissional da Primeira Divisão do futebol argentino. O certame foi disputado em dois turnos de todos contra todos, entre 30 de março e 15 de novembro. O River Plate sagrou-se campeão argentino, pela sexta vez.

## Participantes
| Equipe             | Cidade       |
| ------------------ | ------------ |
| Atlanta            | Buenos Aires |
| Banfield           | Banfield     |
| Boca Juniors       | Buenos Aires |
| Estudiantes        | La Plata     |
| Ferro Carril Oeste | Buenos Aires |
| Gimnasia y Esgrima | La Plata     |
| Huracán            | Buenos Aires |
| Independiente      | Avellaneda   |
| Lanús              | Lanús        |
| Newell's Old Boys  | Rosario      |
| Platense           | Buenos Aires |
| Racing Club        | Avellaneda   |
| River Plate        | Buenos Aires |
| Rosario Central    | Rosario      |
| San Lorenzo        | Buenos Aires |
| Tigre              | Victoria     |

## Classificação final
| Pos | Equipes               | J  | V  | E  | D  | GM | GS | Pts |
| --- | --------------------- | -- | -- | -- | -- | -- | -- | --- |
| 1   | River Plate           | 30 | 19 | 6  | 5  | 75 | 35 | 44  |
| 2   | San Lorenzo           | 30 | 17 | 6  | 7  | 67 | 46 | 40  |
| 3   | Newell's Old Boys     | 30 | 17 | 4  | 9  | 78 | 50 | 38  |
| 4   | Boca Juniors          | 30 | 16 | 4  | 10 | 61 | 52 | 36  |
| 5   | Independiente         | 30 | 15 | 4  | 11 | 67 | 53 | 34  |
| 5   | Huracán               | 30 | 14 | 6  | 10 | 57 | 48 | 34  |
| 7   | Racing                | 30 | 15 | 3  | 12 | 64 | 54 | 33  |
| 8   | Estudiantes LP        | 30 | 13 | 6  | 11 | 77 | 64 | 32  |
| 9   | Ferro Carril Oeste    | 30 | 13 | 4  | 13 | 44 | 54 | 30  |
| 10  | Tigre                 | 30 | 9  | 9  | 12 | 47 | 54 | 27  |
| 11  | Atlanta               | 30 | 8  | 10 | 12 | 59 | 73 | 26  |
| 12  | Gimnasia y Esgrima LP | 30 | 8  | 4  | 18 | 50 | 73 | 20  |
| 13  | Platense              | 30 | 6  | 7  | 17 | 49 | 68 | 19  |
| 14  | Lanús                 | 30 | 6  | 6  | 18 | 59 | 95 | 18  |
| 15  | Banfield              | 30 | 15 | 3  | 12 | 67 | 68 | 17  |
| 16  | Rosario Central       | 30 | 6  | 4  | 20 | 42 | 76 | 16  |

|  |            |
|  | Campeão.   |
|  | Rebaixado. |

## Premiação
| Campeonato Argentino de Futebol de 1941 |
| --------------------------------------- |
| River Plate Campeão (6° título)         |

## Goleadores
| Jogador   | Jogador         | Gols | Equipe            |
| --------- | --------------- | ---- | ----------------- |
| Argentina | José Canteli    | 30   | Newell's Old Boys |
| Paraguai  | Arsenio Erico   | 26   | Independiente     |
| Espanha   | Isidro Lángara  | 24   | San Lorenzo       |
| Argentina | José Liztherman | 23   | Racing Club       |
| Argentina | Rafael Sanz     | 21   | Banfield          |